# Denominazioni dei Greci
Le genti che hanno abitato la Grecia sono state chiamate, lungo il corso dei secoli, in diversi modi. Essi stessi si sono sempre definiti (con un criterio linguistico e culturale, più che territoriale) Elleni, dal nome dell'eroe Elleno, ritenuto il capostipite di Ioni, Eoli e Dori, le popolazioni che nel II millennio a.C. invasero la Grecia, sottomettendo i Pelasgi (nome con cui gli Elleni indicavano il complesso delle popolazioni che essi trovarono in Grecia).
L'Impero macedone esportò la cultura ellenica e l'etnonimo Ἕλληνες Héllēnes (singolare Ἕλλην Héllēn) si sparse per il mondo. I Romani utilizzavano la parola Graeci per riferirsi a queste genti: le lingue moderne con qualche eredità dal latino usano questa radice. In Oriente si usano parole derivate dall'etnonimo Ἴωνες Ìōnes, "Ioni".

## Definizioni
Omero, Erodoto e altri autori successivi usavano Héllēnes per indicare i guerrieri che navigarono verso Troia sotto il comando di Agamennone. Ma utilizzarono anche i nomi di Achei e Argivi, per indicare la popolazione dominante, che faceva capo alla città di Argo, o Danai, a ricordare come fossero tutti figli di Danao e, quindi, dell'Occidente. Pare che Ἑλλάς Hellàs fosse la terra degli Héllēnes, altro nome dei Mirmidoni che abitavano la Ftia tessalica e che avevano come capo Achille.
Tra l'VIII e il VII secolo a.C., coloni greci ed elleni cominciarono a stabilirsi sulle coste del sud Italia (Basilicata, Calabria, Campania, Puglia) e della Sicilia. Verso il III secolo a.C., si cominciò a definire tali colonie Μεγάλη Ἑλλάς Megàlē Hellàs, ossia "Magna Grecia".
I soldati che caddero alle Termopili erano chiamati Héllēnes. All'indomani della battaglia di Cheronea (338 a.C.), Filippo indisse un congresso (a Corinto) a cui ebbero possibilità di partecipare tutti gli Héllēnes sconfitti. Questi si unirono con i Macedoni nella lega di Corinto.
All'interno della sfera d'influenza dei territori conquistati da Alessandro Magno e successivamente ellenizzati, il termine denota chi ha abbracciato uno stile di vita greco. Nei Libri dei Maccabei il termine viene riferito a un ebreo che ha adottato la cultura Greca. Nelle scritture del Nuovo Testamento Ἕλλην Héllēn è usato come un termine rappresentativo delle persone non ebree.
Nel periodo dell'Impero Romano il termine Graeci fu adottato per indicare tutte le popolazioni della stessa area culturale e linguistica, a causa dell'immigrazione massiccia dei pacifici Beozi a Roma, scribi ed eruditi che insegnarono il greco ai giovani Romani.
Nel periodo tardoantico, a seguito della conversione ufficiale dell'Impero Romano al Cristianesimo per opera di Teodosio I, Héllēn passò ad indicare il pagano, poiché si venne a considerare tutta la filosofia classica, di derivazione greca, come idolatrica, motivo per cui gli elleni presero a chiamarsi in quel periodo Ῥωμαῖοι Rōmàioi (o meglio Romei), vale a dire "romani", denominazione che rimase in uso fino all'XI secolo, quando già a partire dal IX secolo l'associazione pagano-idolatrica con la classicità greca venne a decadere, e gli elleni poterono riscoprirvi dunque le proprie radici.
Nelle lingue mediorientali e orientali, la radice comune è ywn, dal popolo degli Ioni. Il termine probabilmente assunse un uso più diffuso nelle lingue semitiche attraverso la Tavola delle Nazioni (Genesi 10:1,32), dove si elencano i discendenti di Noè. La nazione dei Greci appare sotto il nome di Yavan, figlio di Jafet. Yavan è simile a "Ionia", regione dell'Asia Minore.
Una formula interessante è usata in Georgia: i Greci sono chiamati ბერძენი berdzeni, che significa "saggi", un nome comunemente legato alla nozione che la filosofia sia nata in Grecia.

## La Grecia nelle altre lingue

### Derivati diberdz
- Georgiano: Saberdzneti

### Derivati di Γραικοίgraikòi
- Afrikaans: Griekeland
- Albanese: Greqia
- Basco: Grezia
- Bulgaro: Гърция (Gǎrcija)
- Catalano: Grècia
- Ceco: Řecko
- Coreano: 희랍 (Huirap)
- Cornico: Pow Grek
- Danese: Grækenland
- Estone: Kreeka
- Finlandese: Kreikka
- Francese: Grèce
- Frisone: Grikelân
- Gallese: Groeg
- Giapponese: ギリシャ (Girisha)
- Inglese: Greece
- Irlandese: An Ghréig
- Islandese: Grikkland
- Italiano: Grecia
- Lettone: Grieķija
- Lituano: Graikija
- Maltese: Greċja
- Olandese: Griekenland
- Polacco: Grecja
- Portoghese: Grécia
- Rumeno: Grecia
- Russo: Греция (Gretsia)
- Serbocroato: Грчка / Grčka
- Slovacco: Grécko
- Sloveno: Grčija
- Spagnolo: Grecia
- Svedese: Grekland
- Tedesco: Griechenland
- Ucraino: Греція (Hretsiia)
- Ungherese: Görögország

### Derivati di Ἕλληνεςhéllēnes
- albanese: Elladha, helen per 'greco'.
- Greco: Hellàs (in greco antico), Ellàs (in katharevousa), Ellàda (in greco moderno)
  - politonico: Ἑλλάς (in greco antico e in katharevousa), Ἑλλάδα[6] (in greco moderno)
  - monotonico: Ελλάς[7] (in greco antico e in katharevousa), Ελλάδα (in greco moderno)
- Cinese: 希臘 (Xīlà)
- Norvegese: Hellas
- Vietnamita: Hy Lạp

### Derivati diioni
- Arabo: يونان (Yūnān)
- Aramaico: ܝܘܢ o יון (Yawān, Yawon)
- Armeno: Հունաստան (Hounastan)
- Azero: Yunanıstan
- Cinese: 大宛;
  - Pinyin: Dàyuān;
  - Wade-Giles: Ta-Yuan (Dayuan)
- Curdo: Yewnanistan
- Ebraico biblico: יָוָן (Yāwān)
  - Ebraico moderno: יוון (Yavan)
  - KJV Biblico: Javan
- Hindi: यूनान (Yūnān)
- Indonesiano: Yunani
- Nepalese: यूनान (Yūnān)
- Persiano: یونان (Yūnān)
- Sanscrito: Yavana
- Turco: Yunanistan

## Greci (Γραικοί)

### Etimologia
Sembra che Γραικοί Graikòi sia un termine usato dai vicini Illiri e Messapi

### Origine
Omero, mentre descrive le forze della Beozia nel Catalogo delle navi nell'Iliade, fornisce il primo riferimento conosciuto a una città della Beozia chiamata Graea, e Pausania accenna che Graea era il nome di un'antica città del Tanagra. Aristotele afferma che un cataclisma naturale si abbatté sull'Epiro centrale, dove gli abitanti erano soliti chiamarsi Γραικοί Graikòi, e solo in un periodo successivo Ἕλληνες Héllēnes . I Γραικοί Graikòi sono una tribù della Beozia che migrò in Italia nel VII secolo a.C.

### Diffusione
In un mito tardo, "Greco" è il nome del cugino di re Latino. I Romani, vincitori, ebbero una relazione ambigua coi civilizzati Elleni: Orazio espresse ammirazione col suo Graecia capta ferum victorem cepit et artes intulit agresti Latio "La Grecia, conquistata [dai Romani], conquistò il [suo] feroce vincitore e le arti portò nell'agreste Lazio". Ma Virgilio fece discendere i Romani dai figli di Enea, il nemico dei Danai; sua è l'espressione Timeo Danaos et dona ferentes, "Temo i Greci e i doni che portano". Il termine greco assunse una connotazione dispregiativa e Cicerone diede il colpo di grazia coniando il termine (davvero peggiorativo) Graeculi.

### Greci in Italia
Sono nove i comuni pugliesi che parlano greco, e diverse altre località grecofone esistono inoltre in Calabria. I loro abitanti sono discendenti della prima ondata di colonizzazione greca in Italia peninsulare e in Sicilia nell'VIII secolo a.C. Il dialetto che parlano deriva dal dialetto attico dei colonizzatori originali (con molti elementi dorici), ma subì un'evoluzione separata dal greco ellenistico. Gli abitanti di questi paesi chiamano se stessi Grikoi, che deriva dal latino Graecus, e si considerano Greci.

## Achei (Ἀχαιοί)
Nell'Iliade di Omero, le forze alleate greche sono descritte sotto tre differenti nomi, spesso usati interscambiabilmente: Argivi (in greco Ἀργεῖοι Arghèioi) (usato 29 volte nell'Iliade), Danai (Δαναοί Danaòi) (usato 138 volte) e Achei (Ἀχαιοί Akhaiòi) (usato 598 volte).
Achei è il nome della prima tribù ellenica che invase la Grecia, prima di Ioni, Eoli e Dori. Essi costituirono quella che è tradizionalmente chiamata civiltà micenea, imponendosi sulla precedente civiltà minoica, dalla quale però furono profondamente influenzati.
Argivi è un epiteto politico tratto dalla capitale originale degli Achei, Argo. Deriva dalla radice arg- che significa splendente o luminoso, analogo a ἄργυρος àrgyros (che significa "argento"), ἀργός argòs (che significa "splendente)") o Latino argentum.
Danai è il nome attribuito ai figli di Danao: secondo la leggenda Danao era fratello gemello di Egitto, e da lui scappò verso occidente, approdando in terra di Grecia. È quindi un epiteto generico: Danai può significare "occidentali", in contrapposizione agli "orientali" Troiani.

## Elleni (Ἕλληνες)

### Etimologia
La parola Hellàs (Ἑλλάς) è scomponibile in he- o hes-, "nostro", e -laòs (λαός), "gente", "nazione" o laas (λάας), "pietra", quindi "nostra gente" oppure "nostra gente delle pietre", collegato al mito greco del diluvio universale, dopo il quale Deucalione e Pirra, come istruiti da Zeus, lanciarono pietre al suolo, dalle quali nacquero gli uomini postdiluviani. Altre etimologie includono sal, "pregare", con hell, "montagnoso", e sel, "illuminato".

### Origine
Pare che Ἑλλάς Hellàs fosse la terra degli Héllēnes, altro nome dei Mirmidoni che abitavano la Ftia tessalica e i territori di Alos, Alope, Eraclea Trachinia, Argo Pelasgica.
Omero descrive Achille che prega Zeus Dodoniano come il dio primigenio: "Re Zeus pianse, signore di Dodona, dio dei Pelasgi che dimorano lontano, tu che tieni l'agghiaciata Dodona sotto la tua influenza, dove i tuoi profeti, i Selli, dimorano intorno a te con i loro piedi non lavati e i loro vestiti fatti di terra." Aristotele sostiene che i Selli (Σελλοί Sellòi), i sacerdoti di Dodona in Epiro, potrebbero aver scelto loro il nome da Elle, altro nome della dea. Inoltre riporta che un antico cataclisma distrusse "l'antica Ellade, tra Dodona e il fiume Acheloo  […], la terra occupata dai Selli e dai Greci, che più tardi sono giunti ad esser conosciuti come Elleni".
Tolomeo chiama l'Epiro Ellade primordiale. Pertanto, la probabilità che i Selli fossero una tribù dell'Epiro, che in seguito emigrò verso sud in Tessaglia e adottarono il nome di Héllēnes come proprio, può essere valida.
Uno studio più recente ricollega il nome a una città chiamata Hellas vicino al fiume Spercheo, chiamata così ancora oggi.

### Diffusione dell'uso del termine "Héllēnes"
Nel significato più vasto il termine Héllēnes appare scritto per la prima volta in un'inscrizione di Echembroto, dedicata a Eracle per la sua vittoria nei Giochi pitici, e riferiti alle 48º Olimpiadi (584 a.C.). Sembra che il suo uso si stabilì permanentemente dal V secolo a.C.
Dopo le Guerre Persiane fu scritta un'iscrizione a Delfi per celebrare la vittoria sui Persiani e per lodare Pausania come il generale a capo degli Elleni. La consapevolezza di un'unità panellenica fu promossa dalle feste religiose, in particolare nei Misteri eleusini, nei quali tutti i partecipanti dovevano parlare il greco, nonché attraverso la partecipazione ai Giochi panellenici, nei quali sono inclusi i Giochi Olimpici. Qui, i partecipanti rappresentavano la tribù di appartenenza: nessuna donna non-greca poteva partecipare, né alcun uomo che non fosse greco. In tempi successivi ci furono sporadiche eccezioni a questa regola, come quella fatta per l'imperatore Nerone, ciò fu un chiaro segno dell'egemonia politica romana.

### Le società tribali del nord
La consapevolezza che i quattro gruppi tribali riconosciuti come "ellenici" (ioni, eoli, achei e dori) provenissero da un nord ancora barbaro, ebbe un'influenza anche sui popoli settentrionali, abitanti l'Epiro e la Macedonia. Gli stessi Dori pare non fossero ellenici, ma resero Doro, il loro progenitore, figlio diretto di Elleno, per potersi dire fratelli dei loro predecessori. In altre leggende Doro è invece ellenico di seconda generazione, figlio, cioè, di Xuto, il secondogenito di Elleno o un'altra teoria dice che I Dori erano i figli di Eracle.
Come per esempio Macedono, il primo Macedone che era figlio dell'Aello che era uno dei figli dei Eleno. La differenza stava che mentre nel Sud della Grecia come sistema politico avevano lasciato da diversi anni la monarchia e avevano o un sistema Democratico o un sistema oligarchico, nel nord della Grecia erano rimasti ancora ai sistemi politici che si riscontravano in Grecia all'epoca di Omero. Un miscuglio fra monarchia e oligarchia in cui il re doveva essere confermato dai soldati come si faceva con gli Epiroti e i Macedoni.
Eppure l'oratore ateniese Demostene, nella sua Terza Filippica, si avventò sì contro i Macedoni di Filippo, ma senza toccare la questione dell'origine. Similarmente Tucidide, chiama gli abitanti dell'Acarnania, dell'Etolia, e gli abitanti dell'Epiro e della Macedonia barbari, ma fa ciò strettamente dal punto di vista del livello culturale e non di quello dell'origine, dal momento che la loro lingua era un dialetto greco come riconoscono anche i Romani. Polibio addirittura, si arrischia a considerare le tribù dell'Ellade occidentale, dell'Epiro e della Macedonia come elleniche in tutti gli aspetti.

### Héllēnes e barbari
Nei secoli seguenti, Héllēn assunse un significato più ampio, andando ad identificare le popolazioni "civilizzate" in generale, in contrapposizione col termine "barbaro" (βάρβαρος).
Il termine βάρβαρος è onomatopeico in origine: gli stranieri erano detti tali poiché non erano in grado di pronunciare il greco, cosa che risultava simile a un balbettio. Questa alterigia non era propria dei soli greci: anche gli Egiziani, secondo Erodoto, "chiamavano barbari tutti quelli che parlavano una lingua diversa", e perfino gli Slavi diedero ai Germani il nome nemec, che significa "muto". "Barbaro" alla fine assunse un uso dispregiativo, col significato di "analfabeta" o "non civilizzato" in generale.
La distinzione tra Héllēnes e barbari rimase fino al IV secolo a.C.: Euripide, nella sua Ifigenia in Aulide, ipotizza come fosse plausibile che gli Héllēnes governassero i barbari, perché i primi erano destinati alla libertà e i secondi alla schiavitù. Ma le differenze tra ellenico e barbaro col tempo passarono da un piano etnico a un fatto di stampo più pedagogico: secondo Dionisio di Alicarnasso, un elleno differisce da un barbaro per l'educazione, la conoscenza della filosofia, il rispetto delle regole e della legge. E infatti Paolo di Tarso, nel I secolo d.C., considerava un obbligo predicare il Vangelo a tutti gli uomini, "Elleni e barbari, entrambi saggi e sciocchi".
Isocrate dichiarò nel suo Panegirico
.

### Héllēncome sinonimo di "pagano"
Si ritiene che il contatto tra Ebrei cristiani ed Elleni portò alcuni a dare a Héllēn una valenza religiosa: l'elleno era un filosofo, quindi o ateo o politeista e comunque pagano. Col passare dei tempi si giunse a chiamare tutti i pagani con il termine Héllēn. Lo sviluppo nei confronti di un significato puramente religioso fu lento e si completò approssimativamente nel II o nel III secolo d.C.
Diversi libri scritti a quel tempo dimostrano abbastanza chiaramente il cambiamento semantico. San Paolo nelle sue Epistole usa Héllēn, quasi sempre in associazione con ebreo, con lo scopo di rappresentare la somma di due entità contrapposte. Héllēn è usato in un significato religioso per la prima volta nel Nuovo Testamento: nel Vangelo secondo Marco 7,26, una donna si inginocchia davanti a Gesù: "La donna era un'ellena, una sirofenicia per nascita". Dato che la nazionalità della donna era siriofenicia, Héllēn (tradotto in "greca" in alcune versioni come nella Reina-Valera o nella Bibbia di re Giacomo, e come "pagana" in altre come in Ulfila o Wycliffe) deve perciò riferirsi alla sua religione. Sant'Atanasio di Alessandria, scrisse il suo Contro gli elleni nel IV secolo. In questo contesto, significa semplicemente "pagano" in generale, senza distinzioni di razza. Se Teodosio I avviò i primi passi contro il paganesimo, Giustiniano I sostenne riforme che diedero l'avvio alla persecuzione pagana su massima scala: il Corpus iuris civilis conteneva due statuti che decretavano la totale distruzione dell'Ellenismo.
L'accezione di "pagano", nel termine Héllēn è riuscito a persistere sino ai tempi recenti: molti gruppi neopagani che propugnano la ripresa del culto olimpico, si sono autonominati "elleni" o "ellenisti" e la propria religione Ellenismo.

## Romani (Ῥωμαῖοι) e Romioi (Ῥωμιοί)

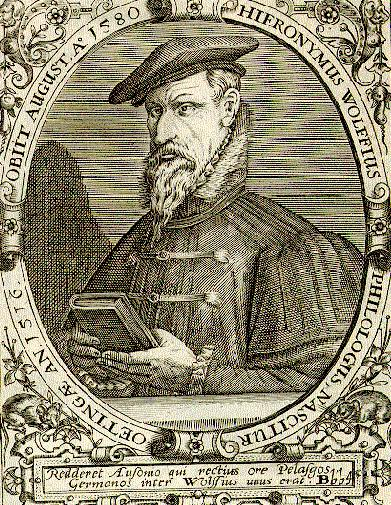
Hieronymus Wolf fu uno storico tedesco del XVI secolo. Dopo esser entrato in contatto con i lavori di Laonico Calcondile, proseguì gli studi di storiografia bizantina col proposito di distinguere la storia greca medioevale dalla storia dell'Antica Roma.

Romani è il nome a valenza prettamente politica attraverso il quale ci si riferiva ai greci bizantini durante il Tardoantico e il Medioevo. Il termine, nella sua dicitura popolare Ῥωμιοί Romioi, è rimasto in uso anche durante i secoli del dominio ottomano per definire i greci sia della penisola ellenica sia dell'Asia Minore. Oggi nella lingua greca la parola Ῥωμιός Romiòs si riferisce prevalentemente ai membri della minoranza greca di Costantinopoli mentre il suo significato più ampio, cioè quello riferito ai greci in generale, sta cadendo in disuso.
Prima, con la concessione della cittadinanza romana ai greci, poi, con la persistenza del solo Impero Romano d'Oriente, il termine romani (Ῥωμιοί Romiòi; Ῥωμιός Romiòs al singolare) perse il suo significato di "persone provenienti dalla città di Roma". Inoltre Romiòi aveva valenza religiosa, venendo a identificare i cristiani ortodossi, mentre Héllēn era riferito ai pagani. Ancora oggi si usa un termine simile, romanioti, che identifica le genti ebraiche residenti in Grecia.
Lo storico Procopio preferiva chiamare i Bizantini "Romani ellenizzati", mentre altri autori usavano termini come "greco-romano" con lo scopo di indicare allo stesso tempo sia la discendenza che la cittadinanza. Sta di fatto che i bizantini poterono, a ragione, vantare la diretta continuità dell'Impero Romano. Ma il loro fallimento nel proteggere l'Urbe dai Longobardi obbligò il Papa cercare aiuto altrove, e Pipino il Breve, non si lasciò scappare l'occasione: fu nominato "Patrizio dei Franchi" e "Patrizio dei Romani" (Patricius Romanorum), e nell'800 suo figlio Carlo Magno fu incoronato imperatore dal Papa in persona.
Papa Niccolò I scrisse all'imperatore bizantino Michele III (842-867) dicendo: "Voi non siete più chiamato 'Imperatore dei Romani', poiché i Romani dei quali affermate di essere Imperatore, sono secondo voi dei barbari". L'Imperatore d'Oriente divenne "Imperatore dei Greci", riservando il titolo "romano" al re dei Franchi. Tuttavia, né Michele III né i successori, riconobbero mai questo loro declassamento, considerandosi sempre gli unici imperatori "romani", salendo al trono sempre come Αὐτοκράτωρ Καῖσαρ Αὔγουστος Autocràtōr Kàisar Àugūstos (equivalente di Imperator Caesar Augustus) e Βασιλεύς τῶν Ῥωμαίων Basilèus tṑn Rōmàiōn (cioè re dei romani/romei).

## Ripristino del significato di "Héllēn"

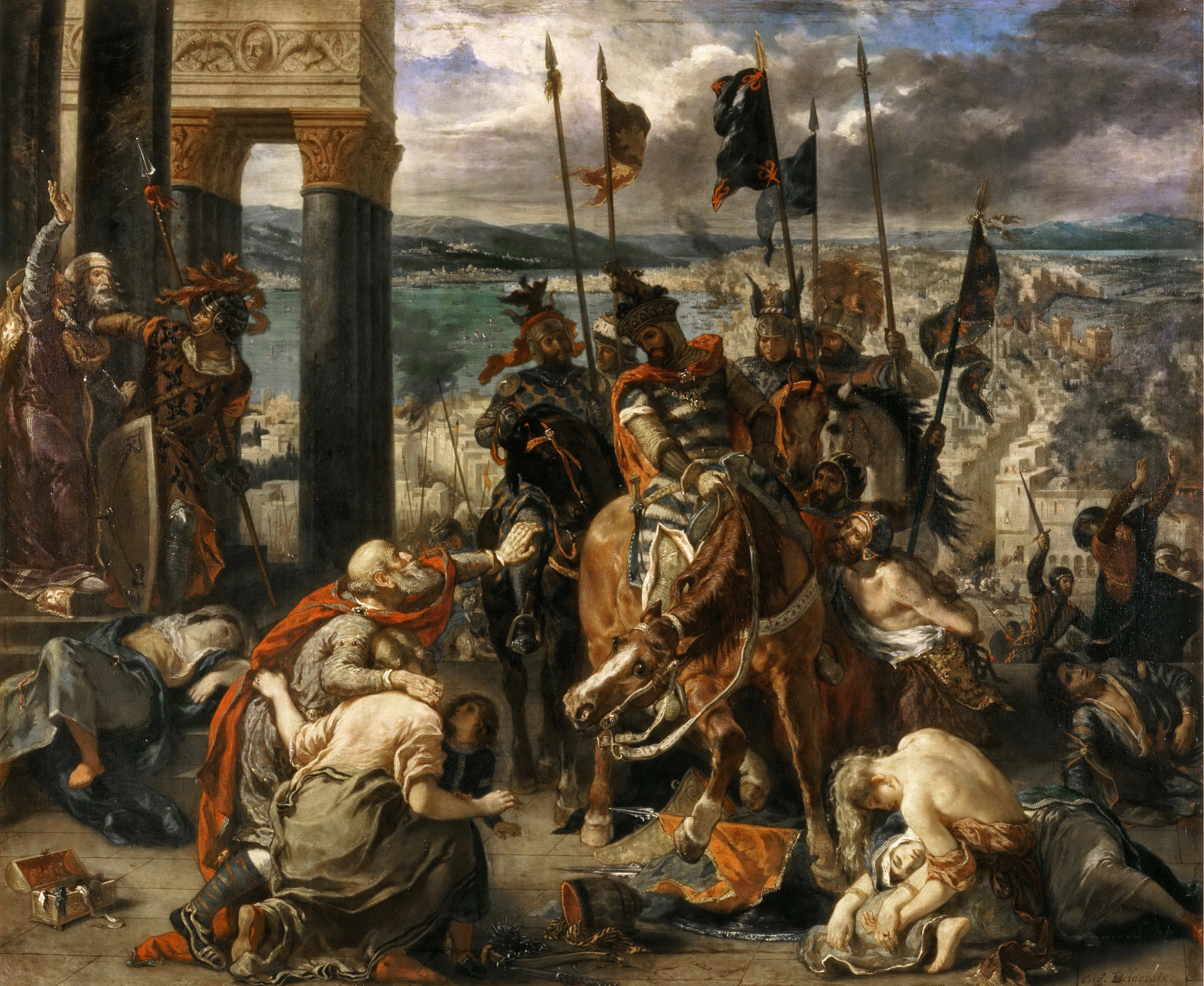
L'entrata dei Crociati a Costantinopoli, di Eugène Delacroix, 1840. Il sacco di Costantinopoli nel 1204 da parte dei Crociati incrementò il sentimento di disprezzo che i greci avevano per i latini.

Fu durante il IX secolo che si recuperò il significato originale di Héllēn: riacquistò il suo significato culturale, e infine, dall'XI secolo ritornò ad indicare un "etnia greca".
Tutti gli scritti di questi secoli dimostrano tale cambio semantico. Per esempio, Anna Comnena si riferì ad una sua contemporanea come Héllēnes, senza l'accezione di "pagano". Per di più, Anna si vantava della sua educazione classica ellenica, e parlava come se fosse ellenica per nascita e non una straniera che parlava greco. La neonata Università di Costantinopoli promosse l'interesse agli studi greci, ma il patriarca Fozio si irritò perché "gli studi ellenici sono preferiti agli studi spirituali". Michele Psello accolse benevolmente il complimento dell'imperatore Romano III Argiro, che lo lodò per esser cresciuto "in modo ellenico", mentre criticava Michele IV per essere del tutto privo di educazione ellenica.
Anna Comnena, descrivendo l'orfanotrofio fondato dal padre, asserì che "laggiù si poteva vedere un Latino che si istruiva e si preparava, e uno Scita che studiava il greco ed un Romano che si cimentava nei testi greci, ed un greco analfabeta che parlava la lingua greca correttamente".
I Bizantini agivano da Romani a livello politico, ma erano elleni per discendenza. Eustachio di Tessalonica chiarisce l'ambiguità di questa distinzione nella sua narrazione della caduta di Costantinopoli nel 1204, riferendosi agli invasori come "Latini", che comprende tutti i seguaci della Chiesa Cattolica Romana, e definendo "Graeci" la popolazione predominante nell'Impero. E dopo la caduta di Costantinopoli in seguito alla quarta crociata, il nazionalismo ellenico aumentò. Niceta Coniata continuò a usare il nome "Elleni": sottolineando gli oltraggi dei "Latini" nel Peloponneso, immaginò come il fiume Alfeo avrebbe potuto condurre tali notizie ai "barbari" di Sicilia, i Normanni. Niceforo Blemmide si riferisce agli imperatori bizantini chiamandoli Elleni, e Teodoro Alanias scrisse in una lettera a suo fratello che "la patria potrebbe essere catturata, ma l'Ellade esiste ancora all'interno di ogni uomo saggio". Il secondo imperatore di Nicea, Giovanni III Vatatze, scrisse in una lettera a papa Gregorio IX riguardo alla saggezza che "piove sulla nazione ellenica". Sosteneva che il trasferimento dell'autorità imperiale da Roma a Costantinopoli era nazionale e non geografico, cioè che il potere passò agli Elleni, e quindi non poteva appartenere ai Latini che in quel momento occupavano Costantinopoli. 
L'evoluzione del nome fu lenta e non rimpiazzò mai completamente il termine "romano". Niceforo Gregora intitolò un suo scritto Storia romana. L'imperatore Giovanni VI Cantacuzeno, un grande sostenitore dell'educazione ellenica, nelle sue memorie spesso si riferisce ai Bizantini chiamandoli "Romani", ma in una lettera mandata al sultano dell'Egitto, Nasser Hassan Ben Mohamed, si riferisce a se stesso come Imperatore degli Elleni, Bulgari, Sasanidi, Valacchi, Russi, Alani, ma non dei Romani. Prima della caduta dell'Impero, Costantino XI Paleologo, parlando al proprio popolo, lo esortò come "discendenti di elleni e romani", più probabilmente come tentativo di combinare il sentimento nazionale e la tradizione romana dell'Impero, entrambi elementi altamente rispettati nella mente in quel momento.
Comunque, già nell'ultimo anno dell'Impero, Giorgio Gemisto Pletone segnalò a Costantino XI Paleologo che gli uomini che conduceva erano "Elleni, come dimostra le loro razza, lingua ed educazione" e Costantino XI stesso alla fine proclamò Costantinopoli "rifugio per Cristiani, speranza e gioia di tutti gli elleni".

## Bizantini (Βυζαντινοί)
Il termine Impero Bizantino fu introdotto nel 1557, circa un secolo dopo la caduta di Costantinopoli, dallo storico tedesco Hieronymus Wolf, che introdusse un sistema della storiografia bizantina nel suo Corpus Historiae Byzantinae per distinguere la storia dell'antica Roma da quella greca medioevale senza alludere ai loro antichi predecessori.
Inizialmente pochi scrittori adottarono tale terminologia: per esempio gli storici inglesi preferivano utilizzare la terminologia romana, mentre i francesi preferivano quella greca. Il termine però, nella metà del diciannovesimo secolo, dominò completamente la storiografia, raggiungendo, nonostante la notevole opposizione di Constantino Paparregopulo, anche l'Ellade stessa, dove divenne popolare solo nella seconda metà del XX secolo.

## "Elleno", "romano" e "greco": questione ancora non risolta
I Bizantini chiamavano sé stessi Romioi per conservare la propria cittadinanza romana, ma avevano anche la consapevolezza di una continuità mai interrotta con gli antichi Greci, anche se questi non furono cristiani. Oltre a Romioi, quindi, anche Γραικός Graikòs era usato ampiamente. Una testimonianza tra le prime può essere lo storico del V secolo d.C. Prisco di Panion: egli scrive che mentre si trovava in visita non ufficiale presso Attila l'Unno, incontrò alla sua corte qualcuno che vestiva come uno Scita e che parlava greco. Quando Priscus gli chiese dove avesse imparato la lingua, l'uomo sorrise e disse che era graikòs di nascita. Molti altri autori "bizantini" parlano degli autoctoni dell'Impero chiamandoli greci (graikòi) o elleni. Tuttavia, per la maggior parte della popolazione, e specialmente quella delle zone rurali lontane dei grandi centri urbani, la percezione dominante era sempre quella di essere Romani/Romioi, cioè discendenti dell'Impero.
Quindi elleno, romano e greco, lungi dall'essere definiti, coesistettero con non poche difficoltà. Dopo la caduta dell'Impero bizantino e durante l'occupazione ottomana, ci fu un contenzioso ideologico a proposito dei tre appellativi. Questa discussione avrebbe potuto estinguersi con la guerra d'indipendenza greca, ma non fu risolta neanche nel XX secolo, dopo la perdita dell'Asia minore a vantaggio dei Turchi.
La parola "greco" (Γραικός) era il meno popolare dei tre termini, ma ricevette un'attenzione sproporzionata da parte dei colti rispetto al suo impiego reale. Adamántios Koraïs, un famoso classicista, giustificò la sua preferenza: Ho scelto "Grecia" perché è il modo in cui la chiamano le nazioni illuminate dell'Europa.. Per Koraïs, gli Héllēnes sono gli abitanti della Grecia pre-cristiana.
La scomparsa dello stato bizantino condusse poco a poco alla marginalizzazione di "romano" e diede maggior respiro a "elleno". Dionysius Pyrrus richiama all'impiego esclusivo di "elleno" nella sua Cheiragogia: "Non desidera mai chiamarli romani ma elleni, poiché i romani dell'antica Roma hanno conquistato e distrutto l'Ellade". L'anonimo autore di Il regno ellenico della legge pubblicato a Pavia, parlando degli Hellenes scrisse "È giunto il tempo, o elleni, di liberare la nostra patria". E il leader della Guerra d'Indipendenza greca comincia la sua Dichiarazione con una frase simile: "Il momento è venuto, oh elleni!".
Héllēnes si diffuse rapidamente nell'ambito della popolazione, particolarmente con l'inizio della guerra d'indipendenza dove si soleva delineare la differenza tra i Romani che restavano inattivi e gli Hellenes che erano ribelli: "romano" era associato alla passività e all'asservimento, mentre "elleno" faceva ricordare glorie antiche e di lotte per la libertà. Lo storico Ambrosius Phrantzes, testimone oculare, scrisse che le autorità turche di Navarino "Parlavano ai piccoli ed insignificanti elleni come ai romani. Era come se li chiamassero "schiavi"! Gli elleni non sopportavano di sentire quella parola, poiché ricordava loro il prender piede e l'esito della tirannia".
I cittadini dello stato nuovamente indipendente erano chiamati Héllēnes rendendo il collegamento con l'antica Grecia ancora più lampante. Ciò comportò in concambio l'oblìo per un'età, quella bizantina, ricca di storia e cultura. La tendenza classicistica fu comunque bilanciata dal Grande Ideale Greco che cercava di ripristinare Costantinopoli come capitale e di ristabilire l'Impero Bizantino. Nel 1844, Ioannis Kolettis, il Ministro degli Affari Esteri, dichiara dinanzi al Parlamento che "il regno di Grecia non è la Grecia, ma ne è soltanto una parte, piccola e povera ... Ci sono due grandi centri dell'ellenismo: Atene è la capitale del regno, ma Costantinopoli è la Grande Capitale, sogno e speranza di tutti i greci".
Nel 1901 Argyris Eftaliotis, riflettendo quanto l'eredità romana fosse ineradicabile dal popolo ellenico, pubblicò la sua ellenica Storia della romanità.